# Пойиншахр
Пойиншахр (тадж. Пойиншаҳр; до 2024 года — Кахрамон) — село в Хатлонской области Республики Таджикистан. 
Административный центр джамоата (сельской общины) Тодждорон Шахритусского района.
Находится на расстоянии ок. 1 км от райцентра (пгт. Тус) и 108 км от Душанбе.
Название села означает «нижний город».
Население — 2057 чел. (2017).